# Station Sèvres-Rive-Gauche
Station Sèvres-Rive-Gauche is een spoorwegstation aan de spoorlijn Paris-Montparnasse - Brest. Het ligt in de Franse gemeente Sèvres in het departement Hauts-de-Seine (Île-de-France).

## Geschiedenis
Het station werd op 10 september 1840 geopend door de Compagnie des chemins de fer de l'Ouest bij de opening van de sectie Paris-Montparnasse - Versailles-Château-Rive-Gauche.

## Ligging
Het station ligt op kilometerpunt 9,633 van de spoorlijn Paris-Montparnasse - Brest.

## Diensten
Het station wordt aangedaan door verschillende treinen van Transilien lijn N:
- Tussen Paris-Montparnasse en Mantes-la-Jolie
- Tussen Paris-Montparnasse en Plaisir - Grignon
- Tussen Paris-Montparnasse en Rambouillet

(Bepaalde treinen tussen deze stations zijn sneltrein tussen Viroflay-Rive-Gauche en Paris-Montparnasse, en stoppen niet op dit station.)
- Shuttletreinen tussen Paris-Montparnasse en dit station.

## Vorige en volgende stations
| Richting          | Vorig station        | Lijn    | Volgend station | Richting           |
| ----------------- | -------------------- | ------- | --------------- | ------------------ |
| Mantes-la-Jolie   | Chaville-Rive-Gauche | Trans N | Bellevue        | Paris-Montparnasse |
| Plaisir - Grignon | Chaville-Rive-Gauche | Trans N | Bellevue        | Paris-Montparnasse |
| Rambouillet       | Chaville-Rive-Gauche | Trans N | Bellevue        | Paris-Montparnasse |
| Eindpunt          | Eindpunt             | Trans N | Bellevue        | Paris-Montparnasse |